# Купчинський Роман Григорович
Роман Григорович Купчинський (24 вересня 1894, с. Розгадів, Зборівський повіт, Австро-Угорщина, нині Тернопільська область України — 10 червня 1976, м. Оссінінг під Нью-Йорком, США) — український поет, прозаїк, журналіст, композитор, критик, громадський діяч.
Стрийко відомого журналіста Романа Купчинського.
Псевдоніми й криптоніми: Гак Мусій; Чіпка Галант; Галактіон Чіпка; Доля Мирон; Мирон-Доля; Роман К.; Харко; Учасник; Зищзз; Рома; Р. К.; Г. Ч.; М. Д.; Т. С. та інші.

## Життєпис

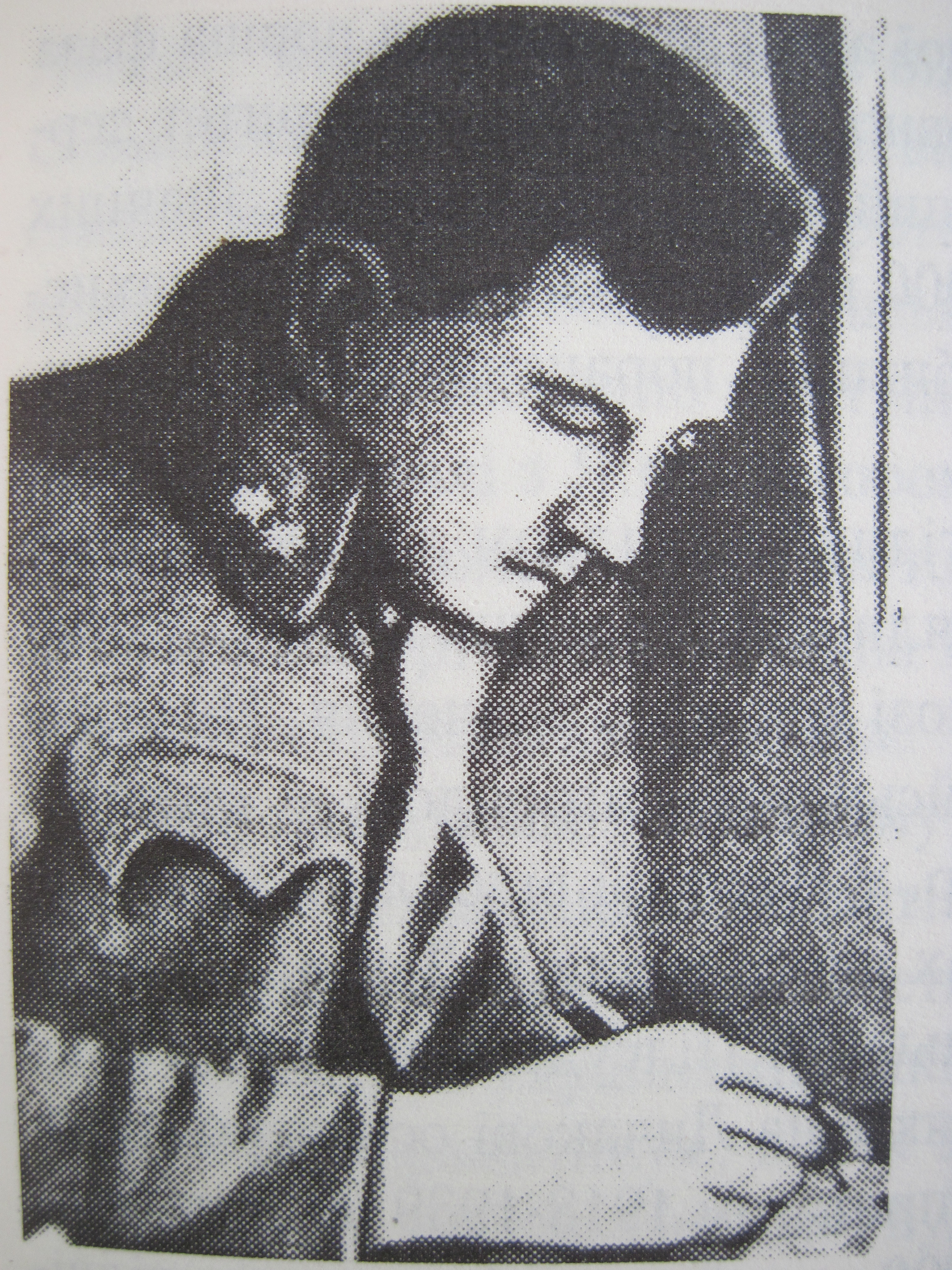
Січовик Роман Купчинський

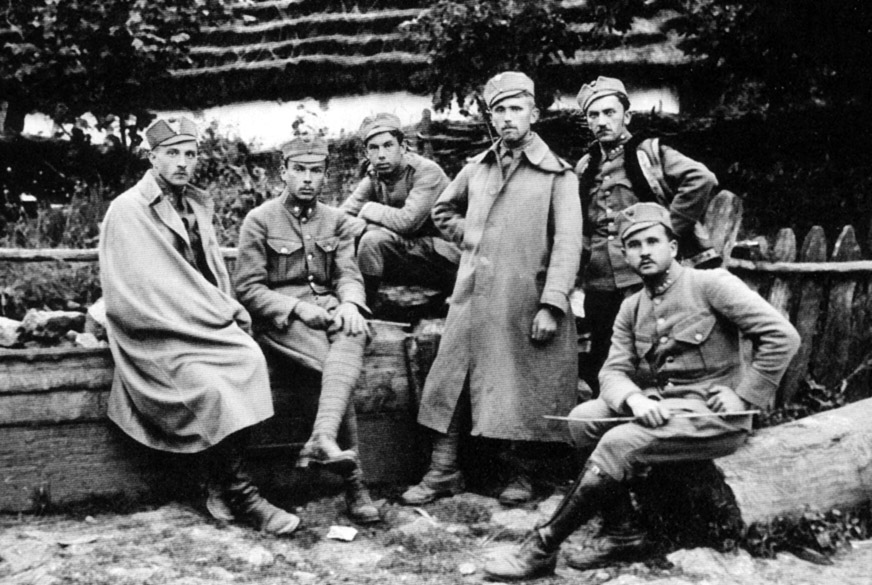
Гурток Пресової Кватири у полку УСС, липень 1916 р. Зліва направо: Роман Купчинський, Іван Іванець, Василь Оробець, Василь Дзіковський, Лев Лепкий, Теофіл Мойсейович

Народився 24 вересня 1894 року в с. Розгадів, нині  Тернопільського району, Тернопільська область, Україна.
Дитинство (від 1896) минуло в с. Кадлубиська Брідського повіту (тепер Львівщина), оскільки парохом місцевої церкви був його батько о. Григорій Купчинський.
Навчався у Перемишльській гімназії, іспит зрілості склав у 1913. У 1913—1914 — в Духовній семінарії у Львові.
Довголітній активіст українського спортового руху, зокрема член Товариства студентів вищих шкіл «Україна» від початку його заснування в 1911, на одних із перших змагань виграв суперництво з метання диска та штовхання ядра, рекордсмен з легкої атлетики Запорозьких ігрищ, чемпіон Галичини з легкої атлетики.

### У стрілецьких лавах
1914 — записався до легіону УСС (рядовик, командант чоти, сотні, ад'ютант полку в ранзі поручника).
У сотні Василя Дідушка брав участь у боях на Маківці, згодом на Тернопільщині біля р. Стрипи в селах: Семиківці, Багатківці, Панталиха, Соколів, Раковець, Соснів.
Від 1916 був членом таємного стрілецького Ордену. У 1918 командував сотнею Вишколу УСС на румуно-буковинському кордоні, в січні 1919 — пішим полком УГА у боях за Львів. Разом з УГА пройшов її шляхом перемог і поразок.
Від середини 1920 до лютого 1921 інтернований у польському таборі для старшин УГА в м. Тухолі.

### Творчість
Перший вірш опублікував 1915 у Відні в часописі «Вісник Союзу визволення України».
У рукописі передавали з рук у руки стрілецьку хроніку Романа Купчинського «Новініяда», яку називали початком стрілецької преси.
Від 1915 належав до Пресової Кватири (разом із поетами, композиторами Левом Лепким, Юліаном Назараком, Михайлом Гайворонським, Антіном Лотоцьким, Степаном Чарнецьким, Юрієм Шкрумеляком, Лесем Новіна-Розлуцьким та іншими) й Артистичної горстки УСС, які збирали різноманітні матеріали, документи, фотографії для увічнення пам'яті стрілецького чину, випускали періодичні видання, компонували архіви УСС.
Активно публікував свої твори у стрілецькій періодиці, львівських часописах «Шляхи» і «Діло».
Автор поезій на стрілецьку тематику («Ніби сниться», «Дума про Хведора Черника», «Перший листопад» та ін.), слів і музики стрілецьких пісень: «Ой там при долині» (1915), «Заквітчали дівчатонька» (гора Лисоня біля Бережан — с. Вільховець), «Гей там, у Вільхівці» (спільно з Л. Лепким, написана після бою під с. Потутори), «Як з Бережан до Кадри» (написана під час переїзду УСС з Бережан до Коша), «Ой шумить, шумить» (с. Тудинка над Стрипою; усі — 1916), «Вдаряй мечем» (1917), «Пиймо, друзі» (1918), «Ірчик», «Бодріться» (всі — 1920), «Ми по таборах і тюрмах» (1921), «Лети, моя думо» (1922) та інші, слів пісень «Ой впав стрілець» (1916, с. Тудинка, музика М. Гайворонського), «Ой зацвіла черемха» (1917, музика А. Баландюка) та інші. Пісні Р. Купчинського відомі також в обробках композиторів С. Людкевича, М. Вериківського, П. Козицького, В. Барвінського, М. Колесси, Н. Нижанківського, Б. Вахнянина, М. Леонтовича та інших.
Стрілецькі пісні Р. Купчинського опубліковані у Львові 1937 у збірниках «Великий співаник „Червоної Калини“» та «Альбом стрілецьких пісень» Б. Вахнянина (більшість із них — в обробках інших композиторів), у Кракові 1940 в народному співанику «140 пісень з нотами». Просторий пласт віршів Р. Купчинського — духовна лірика (різдвяна, великодня та інша). Серед поезій громадянського звучання — поема «Пісня про Рідну Землю», «Ода до Пісні», вірші «На подільських ланах», «На свіжому повітрі».

### Міжвоєнний період
Після звільнення з польського полону (1921) студіював філософію у Віденському університеті (1921—1922), невдовзі продовжив студії з гуманітарних наук у Львові в Українському таємному університеті (1922—1924).
Працював професійно як журналіст, поєднуючи журналістику з літературою.
1924—1939 — співробітник редакції газети «Діло», де вів постійну рубрику «Відгуки дня», під якою друкував фейлетони, підписуючись псевдонімом Галактіон Чіпка, підготував книжку цих фейлетонів (її виходові перешкодила війна), також співпрацював з редакціями часописів «Новий Час», «Кооперативна Родина», «Неділя», «Господарсько-Кооперативний Часопис»; у 1925—1929 — з ілюстрованим журналом «Світ», друкувався у «Заграві», «Дзвонах», «Нових Шляхах», «Ілюстрованих Вістях» та інших періодичних виданнях.
1921 року опублікував у Львові драматичну поему «Великий день», написану в польському полоні 10—25 жовтня 1920.
Співзасновник і редактор, постійний член редакційної колегії львівської видавничої кооперативи «Червона Калина» (1921—1939), яка видала, зокрема, 17 історичних календарів-альманахів, випускала місячник «Літопис Червоної Калини» (1929—1939), де Роман Купчинський публікував свої художні твори, статті, спогади.
1922 року з Василем Бобинським та Павлом Ковжуном організував літературно-мистецьку групу «Митуса», яка видавала однойменний місячник літератури й мистецтва; всі троє були співредакторами. Тут публікував і свої твори.
Автор роману-трилогії зі стрілецького життя «Заметіль» («Курилася доріженька», «Перед навалою» (обидві частини — 1928), «У зворах Бескиду» (1933).
Писав тексти для лялькового театру гумору і сатири «Вертеп наших днів», який у 1926 організував у Львові Левко Лепкий.
Як повідомила газета «Діло» (29 червня 1929), 26 червня 1929 Роман Купчинський «виголосив веселу промову» на вокально-музичному вечорі співачки І. Шмериковської-Приймової та композитора Василя Барвінського в Тернополі в залі «Міщанського Братства».
У 1933—1939 роках — голова Товариства письменників і журналістів ім. І. Франка у Львові (ТОПІЖ). З його ініціативи ТОПІЖ проводив літературні конкурси з грошовими нагородами, влаштовував вечори лауреатів конкурсу; в лютому 1935 започаткував Бал Української Преси — найбільшу в країні імпрезу такого роду.
Співавтор (з Василем Софронівим-Левицьким) сценарію фільму «Для добра і краси», який Юліан Дорош зняв у 1936—1937 на Городенківщині та в м. Копичинці (у головних ролях — оперний співак з Волині Андрій Поліщук і аматорка з Копичинців Марійка Сафіянівна).

### На еміґрації
1939 року переїхав до Кракова, де працював в Українському видавництві. Друкувався в газеті «Краківські Вісті» та інших періодиках.
Наприкінці Другої світової війни виїхав до Німеччини, де продовжував займатися літературною творчістю (серед найвідоміших — вірш «Ніби сниться», вперше опублікований у журналі «Зустріч» (1948, Реґенсбурґ); не раз передрукований в американській періодиці у 1950-1960-х рр.; вміщений у збірнику «За волю України: До 50-ліття збройного виступу Українських Січових Стрільців проти Москви. 1914—1964». — Нью-Йорк, 1967).
1946 року разом з Левом Лепким створив сценарії до «Вертепу», відновленого зусиллями останнього у таборі для переміщених осіб у с. Бльомґофен (Баварія, Німеччина).
У 1949 році переїхав до США в м. Оссінг поблизу Нью-Йорка.
1952—1954 — вів свою рубрику «Відгуки дня» в україномовній газеті «Свобода».
1952 — належав до ініціативної групи, яка організувала Спілку Українських Журналістів Америки (СУЖА), був її головою у 1958—1960 (відмовився від цього поста внаслідок погіршення стану здоров'я). Почесний член СУЖА з 23 грудня 1966.
Протягом тривалого часу працював у дирекції та редакційній колегії відновленого у 1950 за львівським зразком видавництва «Червона Калина».
1950-1960 рр. — член управи Літературно-Мистецького Клубу в Нью-Йорку.
Діяльний в Об'єднанні Колишніх Вояків Української Армії та інших українських товариствах; працював у головній редакційній колегії журналу комбатантських об'єднань Канади і США «Вісті Комбатанта» (Нью-Йорк).
Продовжував писати вірші та пісні; всього створив слова і мелодії до 84 пісень: патріотичних, ліричних, жартівливих, маршових та ін. Твір «Боже Великий, Творче Всесвіту…» став національно-релігійним гімном українського народу.
Окремі вірші Роман Купчинського перекладені іноземними мовами.
Видав «Мисливські оповідання» (Вінніпег—Торонто, 1964), куди увійшло 10 оповідань; гумористичну поему «Скоропад» (Нью-Йорк, 1965), яку написав у 1919—1922 і відновив після того, як вона була втрачена, в 1940-х рр. у Німеччині.
Був редактором мови збірки «Бурлацька правда» (Нью-Йорк, 1971).
Автор ряду публікацій в українських періодичних виданнях діаспори: газетах, журналах, альманахах, календарях (стаття «Військові пісні» у календарі «Просвіти», м. Буенос-Айрес, 1960), в збірниках (спогад «Місто і степ» у книзі «Теребовельська Земля», 1968).

### Посмертні видання
Після смерті автора вийшли друком в еміграції збірники вибраних пісень «Ми йдемо в бій» (1977) та вибраної лірики і прози «Невиспівані пісні» (1983).
1990 року в Тернополі видано збірник «Як з Бережан до Кадри: Стрілецькі пісні Романа Купчинського» (упорядник Василь Подуфалий, редактор Богдан Мельничук).
У 1992 році архів Р. Купчинського передано із США на зберігання у Львівську науково-педагогічну бібліотеку.
В сучасній Україні твори Романа Купчинського вийшли окремими виданнями (трилогія «Заметіль». — Львів, 1991), опубліковані у збірниках і часописах.
Чотири вірші («Благословенна зірка ясна», «В той вечір Різдвяний», «До Віфлеєма», «На Різдво») вміщені у книзі «Богославень: Духовна поезія західноукраїнських авторів» (Тернопіль, 1994; редактори-упорядники Богдан Мельничук, Михайло Ониськів).

## Вшанування пам'яті
- Від 1989 року в Розгадові щорічно відбувається пісенний фестиваль «Стрілецька слава».
- У червні 1990 року в с. Розгадів урочисто, за участю близько 10 тисяч осіб, відкрито меморіальну таблицю Романові Купчинському.
- У вересні 1990-го тут освячено музей, започаткований у його родинній хаті — колишньому парафіяльному будинкові.
- У жовтні 1994-го — до 100-ліття від дня народження Романа Купчинського — в родинному селі відкрито пам'ятник (скульптор Петро Кулик, архітектор Володимир Блюсюк, обидва — м. Львів) із написом «Роман Купчинський 1894—1976. Співець стрілецької слави».
- В Івано-Франківську, Тернополі, Червонограді, Калуші, Львові та Залізцях є вулиці Романа Купчинського.
- Пластовий курінь УПЮ число 5 імені Романа Купчинського

## Твори
- Купчинський Р. Благословенна зірка ясна; В той вечір Різдвяний; До Віфлеєму; На Різдво: Вірші // Богославень: Духовна поезія західноукраїнських авторів / Ред.-упоряд. Б. Мельничук, М. Ониськів. — Тернопіль, 1994. — С. 93–95, 191—193, 320.
- Купчинський Р. Великий день: Драм. поема-містерія. — Тернопіль, 1997. — 45 с.
- Купчинський Р. Г. Заметіль, І. Курилася доріженька: Повість зі стрілецького життя. — Львів: Каменяр, 1991. — 175 с.
- Купчинський Р. Дедьо в гостях // Слово і час. — 1999. — № 9. — С. 35–36.
- Купчинський Р. Жмут споминів про Богдана Лепкого // Україна. — 1991. — № 14. — С. 12–13.
- Купчинський Р. Заметіль, II. Перед навалою: Повість зі стрілецького життя. — Львів: Каменяр, 1991. — 151 с.
- Купчинський Р. Заметіль, III. У зворах Бескиду: Повість зі стрілецького життя (Післямова Т. Ю. Салиги). — Львів: Каменяр, 1991. — 143 с.
- Купчинський Р. З циклу «Мій край»: Вірші // Рости на щастя України-мами: Галицька читаночка / Ред.-упоряд. Б. І. Мельничук, Б. В. Проник. — Тернопіль, 1991. — C. 44–45.
- Купчинський Р. Зажурились галичанки; Сльота: Вірші // Атом серця: Українська поезія першої половини XX ст. — К., 1992. — С. 258–259.
- Купчинський Р. …І зі співом умирали: Вірші про січових стрільців // Україна. — 1990. — № 6. — С. 8–9.
- Купчинський Р. Літературні зустрічі: Київські письменники у Львові // Дзвін. — 1991. — № 10. — С. 133–136.
- Купчинський Р. Мисливські оповідання. — Вінніпег — Торонто, 1964. — 207 с.
- Купчинський Р. Мій край: Вірш-легенда // Тернопіль. — 1994. — № 4. — С. 3.
- Купчинський Р. Мій край; Гусоньки та лебідоньки; Будь, Україно: Вірші // Жива вода. — 2001. — № 3. — С. 4.
- Купчинський Р. Молитва; Як з Бережан до Кадри; Заквітчали дівчатонька; Стрілецька пісня; Засумуй трембіто: Вірші // Тернопільщина літературна. Дод. 2. — С. 80.
- Купчинський Р. На подільських ланах; На свіжому побоєвищі; Стрілецька пісня; Зима; Спека; Сльота; І там, і тут…; Вітер: Вірші // Жовтень. — 1989. — № 5. — С. 12.
- Купчинський Р. Ода до пісні: Вірш // Тернопіль. — 1991. — № 2. — С. 78.
- Купчинський Р. Поезії // Дивослово. — 2000. — № 4. — С. 60–61.
- Купчинський Р. Роса, хмара та сніг // Слово благовісту. — Львів,1999. — С. 288–290.
- Купчинський Р. Христос воскрес — воскресне й Україна: Вірші // Відродження. — 1991. — 15 січ.

- Повело ся. (Як трьох стрільців полонило 45 Москалїв). // Вістник Союза визволення України, 03.10.1915 [Архівовано 9 квітня 2016 у Wayback Machine.]
- Вперед! // Вістник Союза визволення України, 24.10.1915 [Архівовано 10 квітня 2016 у Wayback Machine.]
- Похорон двох У. С. Стрільцїв // Вістник Союза визволення України, 21.11.1915 [Архівовано 22 січня 2016 у Wayback Machine.]
- Стрілецькі відзнаки. // Дїло, 20.02.1916 [Архівовано 31 березня 2016 у Wayback Machine.]
- Над Стрипою. // Вістник Союза визволення України, 27.02.1916 [Архівовано 31 березня 2016 у Wayback Machine.]
- Утеча сїчового стрільця з російського полону. // Вістник Союза визволення України, 05.03.1916 [Архівовано 31 березня 2016 у Wayback Machine.]
- Смерть ґенерала. // Діло, 01.07.1938 [Архівовано 10 квітня 2016 у Wayback Machine.]
- Сорок тисяч. // Діло, 06.07.1938 [Архівовано 5 квітня 2016 у Wayback Machine.]
- Сорок літ… // Діло, 18.06.1939 [Архівовано 30 березня 2016 у Wayback Machine.]
- Поклонімся великій їдеї // Краківські вісті, 13.01.1941 [Архівовано 9 квітня 2016 у Wayback Machine.]

### Фейлетони з циклу «Відгуки дня» (псевдонім— Галактіон Чіпка)
- На австрійську тему // Діло. — 1938. — 17 берез. [Архівовано 25 вересня 2015 у Wayback Machine.]
- Дві картини // Діло. — 1938. — 20 берез. [Архівовано 16 квітня 2015 у Wayback Machine.]
- Свято неправди // Діло. — 1938. — 2 квіт. [Архівовано 25 вересня 2015 у Wayback Machine.]
- В старій Галичині // Діло. — 1938. — 12 квіт. [Архівовано 25 вересня 2015 у Wayback Machine.]
- Україна темп-о-о! // Діло. — 1938. — 19 квіт. [Архівовано 13 березня 2014 у Wayback Machine.]
- Форма і зміст // Діло. — 1938. — 27 трав. [Архівовано 25 вересня 2015 у Wayback Machine.]
- Соловій // Діло. — 1938. — 29 трав. [Архівовано 17 квітня 2015 у Wayback Machine.]
- Словом і ділом // Діло. — 1938. — 2 черв. [Архівовано 14 серпня 2014 у Wayback Machine.]
- Думки на площі // Діло. — 1938. — 19 черв. [Архівовано 28 вересня 2013 у Wayback Machine.]
- Малярський інкубатор // Діло. — 1938. — 24 черв. [Архівовано 4 грудня 2013 у Wayback Machine.]
- Мрії і дійсність // Діло. — 1938. — 26 черв. [Архівовано 10 червня 2015 у Wayback Machine.]
- Пятниста Бережанщина // Діло. — 1938. — 17 лип. [Архівовано 10 червня 2015 у Wayback Machine.]
- 25 мільйонів // Діло. — 1938. — 21 серп. [Архівовано 10 червня 2015 у Wayback Machine.]
- Біле на чорнім // Діло. — 1938. — 24 серп. [Архівовано 10 червня 2015 у Wayback Machine.]
- Гарна чи погана нація? // Діло. — 1938. — 26 серп. [Архівовано 18 липня 2014 у Wayback Machine.]
- В барі // Діло. — 1938. — 28 серп. [Архівовано 10 червня 2015 у Wayback Machine.]
- На відпусті // Діло. — 1938. — 4 верес. [Архівовано 11 вересня 2013 у Wayback Machine.]
- За глибший віддих // Діло. — 1938. — 8 верес. [Архівовано 28 лютого 2014 у Wayback Machine.]
- Дивна історія // Діло. — 1938. — 18 верес. [Архівовано 15 квітня 2015 у Wayback Machine.]
- Під брязкіт мечів і гамір котів // Діло. — 1938. — 30 верес. [Архівовано 19 липня 2014 у Wayback Machine.]
- Небезпечна можливість // Діло. — 1938. — 2 жовт. [Архівовано 28 лютого 2014 у Wayback Machine.]
- Татарські вісти // Діло. — 1938. — 7 жовт. [Архівовано 10 червня 2015 у Wayback Machine.]
- Гриб по дощі // Діло. — 1938. — 12 жовт. [Архівовано 22 лютого 2014 у Wayback Machine.]
- Клімат Закарпаття (Аполітичний фейлетон) // Діло. — 1938. — 15 жовт. [Архівовано 8 січня 2014 у Wayback Machine.]
- Пєсек і Волосій // Діло. — 1938. — 16 жовт. [Архівовано 22 лютого 2014 у Wayback Machine.]
- Без середини // Діло. — 1938. — 8 листоп. [Архівовано 22 лютого 2014 у Wayback Machine.]
- Дещо про приповідки // Діло. — 1938. — 13 листоп. [Архівовано 22 лютого 2014 у Wayback Machine.]
- Один з більших клопотів // Діло. — 1938. — 19 листоп. [Архівовано 22 лютого 2014 у Wayback Machine.]
- У двадцяті роковини (Памяти Федора Черника) // Діло. — 1938. — 20 листоп. [Архівовано 22 лютого 2014 у Wayback Machine.]
- Радієві скреготи // Діло. — 1938. — 26 листоп. [Архівовано 26 грудня 2013 у Wayback Machine.]
- В навечеря // Діло. — 1938. — 27 листоп. [Архівовано 26 грудня 2013 у Wayback Machine.]
- Осіннє Черче // Діло. — 1938. — 3 груд. [Архівовано 26 грудня 2013 у Wayback Machine.]
- В погідний день (О. Кан. Дамянові Лопатинському) // Діло. — 1938. — 4 груд. [Архівовано 26 грудня 2013 у Wayback Machine.]
- Серед часописного галасу // Діло. — 1938. — 9 груд. [Архівовано 26 грудня 2013 у Wayback Machine.]
- «Вплоть до атдєлєнія…» // Діло. — 1938. — 16 груд. [Архівовано 26 грудня 2013 у Wayback Machine.]
- На св. Миколая // Діло. — 1938. — 18 груд. [Архівовано 26 грудня 2013 у Wayback Machine.]
- Розмова з часописом // Діло. — 1938. — 25 груд. [Архівовано 26 грудня 2013 у Wayback Machine.]
- Останній лист // Діло. — 1939. — 1 січ. [Архівовано 22 лютого 2014 у Wayback Machine.]
- Святочні побажання // Діло. — 1939. — 7 січ. [Архівовано 22 лютого 2014 у Wayback Machine.]
- Буйда на ресорах // Діло. — 1939. — 12 січ. [Архівовано 22 лютого 2014 у Wayback Machine.]
- Новий рік // Діло. — 1939. — 14 січ. [Архівовано 22 лютого 2014 у Wayback Machine.]
- Новорічна пригода // Діло. — 1939. — 19 січ. [Архівовано 22 лютого 2014 у Wayback Machine.]
- 22. січня 1919 // Діло. — 1939. — 22 січ. [Архівовано 22 лютого 2014 у Wayback Machine.]
- На порозі мясниць // Діло. — 1939. — 27 січ. [Архівовано 22 лютого 2014 у Wayback Machine.]
- Ніби дрібниця, ніби ні // Діло. — 1939. — 29 січ. [Архівовано 22 лютого 2014 у Wayback Machine.]
- Білий крук // Діло. — 1939. — 3 лют. [Архівовано 22 лютого 2014 у Wayback Machine.]
- Вечірки // Діло. — 1939. — 4 лют. [Архівовано 22 лютого 2014 у Wayback Machine.]
- Три зими // Діло. — 1939. — 9 лют. [Архівовано 22 лютого 2014 у Wayback Machine.]
- Малярські гулі // Діло. — 1939. — 12 лют. [Архівовано 22 лютого 2014 у Wayback Machine.]